# Mistrzostwa Europy U-21 w Piłce Nożnej 2019
Mistrzostwa Europy U-21 w Piłce Nożnej 2019 – turniej piłkarski, który odbywał się w dniach 16–30 czerwca 2019. Turniej po raz pierwszy rozgrywany jest we Włoszech i San Marino. Jako gospodarz drużyna z Włoch zakwalifikowała się automatycznie. Pozostałych jedenaście zespołów, w tym współgospodarze San Marino, musiało wziąć udział w eliminacjach. W mistrzostwach mogą brać udział tylko i wyłącznie zawodnicy urodzeni 1 stycznia 1996 i później.
Impreza ta traktowana była również jako eliminacje do męskiego turnieju piłki nożnej na Igrzyskach Olimpijskich w Tokio w 2020 roku, w którym ostatecznie udział wezmą półfinaliści tego turnieju, a zatem młodzieżowe reprezentacje Francji, Hiszpanii, Niemiec oraz Rumunii.

## Eliminacje
54 zespoły zagrały w dziewięciu grupach po sześć drużyn w każdej z nich. Dziewięciu zwycięzców grup zakwalifikowało się bezpośrednio do finału, cztery najlepsze zespoły z drugich miejsc rywalizowały w barażach o miejsce dla dwóch pozostałych uczestników. Mecze grupowe kwalifikacji odbyły się w dniach 20 marca 2017 – 16 października 2018, pierwsze mecze fazy play-off rozegrano 12 listopada 2018, drugi mecz barażowy 20 listopada 2018.

## Uczestnicy
Do turnieju zakwalifikowały się następujące drużyny:
- Włochy (jako gospodarz),
- Chorwacja (zwycięzca grupy 1),
- Hiszpania (zwycięzca grupy 2)
- Dania (zwycięzca grupy 3)
- Anglia (zwycięzca grupy 4)
- Niemcy (zwycięzca grupy 5)
- Belgia (zwycięzca grupy 6)
- Serbia (zwycięzca grupy 7)
- Rumunia (zwycięzca grupy 8)
- Francja (zwycięzca grupy 9)
- Polska (zwycięzca play-off)
- Austria (zwycięzca play-off)

Gospodarze Włosi z broniącymi tytułu Niemcami oraz Anglia zostali umieszczeni w pierwszym koszyku. W drugim znalazły się Hiszpania, Dania i Francja. Pozostałe drużyny zostały przydzielone do trzeciego koszyka.
Losowanie miało miejsce 23 listopada 2018 w Bolonii. Zostało wykonane przez Andreę Pirlo, wielokrotnego reprezentanta Włoch w różnych kategoriach wiekowych.

## Zasady
Dwanaście zespołów zostało podzielonych na trzy grupy po cztery drużyny. Zwycięzcy grup oraz najlepsze zespoły z drugiego miejsca osiągną półfinały, zwycięzcy półfinałów zagrają w finale. Jeśli dwie lub więcej drużyn zakończy fazę grupową z tym samym dorobkiem punktowym zostanie utworzony ranking, który uwzględni następujące warunki:
1. wyniki bezpośrednich meczów zainteresowanych drużyn
2. lepsza różnica bramek w bezpośrednich spotkaniach drużyn
3. większa liczba bramek zdobytych w bezpośrednich meczach drużyn, o których mowa
4. jeżeli po zastosowaniu kryteriów 1–3 kilka zespołów nadal zajmuje to samo miejsce, kryteria 1–3 zostaną ponownie zastosowane, ale tylko w przypadku bezpośrednich spotkań zespołów, których to dotyczy, w celu ustalenia ich ostatecznego miejsca. Jeśli ta procedura nie doprowadzi do rozstrzygnięcia, stosuje się kryteria od 5 do 8
5. lepsza różnica bramek we wszystkich meczach grupowych
6. większa liczba bramek zdobytych we wszystkich meczach grupowych
7. niższa całkowita liczba punktów karnych oparta na żółtych i czerwonych kartkach otrzymanych we wszystkich meczach grupowych (czerwona kartka = 3 punkty, żółta kartka = 1 punkt, opuszczenie boiska po otrzymaniu dwóch żółtych kartek w jednym meczu = 3 punkty)
8. Miejsce w rankingu drużyn narodowych U-21, ostatecznie losowanie[4]

Jeśli dwie drużyny, które zmierzą się ze sobą w ostatnim meczu grupowym, będą miały taką samą liczbę punktów, tę samą różnicę bramek i taką samą liczbę bramek, a mecz zakończy się remisem, ostateczny ranking dwóch drużyn zostanie określony przez rzuty karne, pod warunkiem, że żadna inna drużyna w tej samej grupie nie zakończy fazy grupowej z taką samą liczbą punktów.

## Stadiony
Włoski Związek Piłki Nożnej 9 grudnia 2016 roku przedstawił sześć stadionów, na których zaplanowano rozegranie spotkań mistrzostw Europy.
| Bolonia                                              | Reggio nell’Emilia                  | Cesena                  |
| ---------------------------------------------------- | ----------------------------------- | ----------------------- |
| Stadio Renato Dall'Ara                               | Mapei Stadium – Città del Tricolore | Stadio Dino Manuzzi     |
| Pojemność: 31 000                                    | Pojemność: 21 500                   | Pojemność: 20 194       |
|                                                      |                                     |                         |
| Triest                                               | Udine                               | Serravalle (San Marino) |
| Stadio Nereo Rocco                                   | Dacia Arena                         | San Marino Stadium      |
| Pojemność: 20 500                                    | Pojemność: 25 151                   | Pojemność: 4 778        |
|                                                      |                                     |                         |
| BoloniaReggio nell’EmiliaCesenaTriestUdineSerravalle |                                     |                         |

## Faza grupowa

### Grupa A
| Zespół         | M | W | R | P | Br+ | Br− | +/− | Pkt |
| -------------- | - | - | - | - | --- | --- | --- | --- |
| Hiszpania U-21 | 3 | 2 | 0 | 1 | 8   | 4   | +4  | 6   |
| Włochy U-21    | 3 | 2 | 0 | 1 | 6   | 3   | +3  | 6   |
| Polska U-21    | 3 | 2 | 0 | 1 | 4   | 7   | −3  | 6   |
| Belgia U-21    | 3 | 0 | 0 | 3 | 4   | 8   | −4  | 0   |

| 16 czerwca 2019 18:30 CET | Polska U-21 · Żurkowski 26' · Bielik 52' · Szymański 79' | 3:2(1:1)Raport | Belgia U-21 · 16' Leya Iseka · 84' Cools | Mapei Stadium – Città del Tricolore, Reggio nell’Emilia Sędzia: István Kovács |
|                           |                                                          |                |                                          |                                                                               |

| 16 czerwca 2019 21:00 CET | Włochy U-21 · Chiesa 36', 64' · Pellegrini 82' (k) | 3:1(1:1)Raport | Hiszpania U-21 · 9' Ceballos | Stadio Renato Dall'Ara, Bolonia Sędzia: Serdar Gözübüyük |
|                           |                                                    |                |                              |                                                          |

| 19 czerwca 2019 18:30 CET | Hiszpania U-21 · Olmo 7' · Fornals 89' | 2:1(1:1)Raport | Belgia U-21 · 24' Bornauw | Mapei Stadium – Città del Tricolore, Reggio nell’Emilia Sędzia: Andris Treimanis |
|                           |                                        |                |                           |                                                                                  |

| 19 czerwca 2019 21:00 CET | Włochy U-21 | 0:1(0:1)Raport | Polska U-21 · 40' Bielik | Stadio Renato Dall'Ara, Bolonia Sędzia: Alaksiej Kulbakou |
|                           |             |                |                          |                                                           |

| 22 czerwca 2019 21:00 CET | Belgia U-21 · Verschaeren 79' | 1:3(0:1) | Włochy U-21 · 44' Barella · 53' Cutrone · 89' Chiesa | Mapei Stadium – Città del Tricolore, Reggio nell’Emilia Sędzia: Srđan Jovanović |
|                           |                               |          |                                                      |                                                                                 |

| 22 czerwca 2019 21:00 CET | Hiszpania U-21 · Fornals 17' · Oyarzabal 35' · Ruiz 39' · Ceballos 71' · Mayoral 90' | 5:0(3:0) | Polska U-21 | Stadio Renato Dall'Ara, Bolonia Sędzia: Bobby Madden |
|                           |                                                                                      |          |             |                                                      |

### Grupa B
| Zespół       | M | W | R | P | Br+ | Br− | +/− | Pkt |
| ------------ | - | - | - | - | --- | --- | --- | --- |
| Niemcy U-21  | 3 | 2 | 1 | 0 | 10  | 3   | +7  | 7   |
| Dania U-21   | 3 | 2 | 0 | 1 | 6   | 4   | +2  | 6   |
| Austria U-21 | 3 | 1 | 1 | 1 | 4   | 4   | 0   | 4   |
| Serbia U-21  | 3 | 0 | 0 | 3 | 1   | 10  | −9  | 0   |

| 17 czerwca 2019 18:30 CET | Serbia U-21 | 0:2(0:1)Raport | Austria U-21 · 37' Wolf · 78' Horvath | Stadio Nereo Rocco, Triest Sędzia: Andreas Ekberg |
|                           |             |                |                                       |                                                   |

| 17 czerwca 2019 21:00 CET | Niemcy U-21 · Richter 28', 52' · Waldschmidt 65' | 3:1(1:0)Raport | Dania U-21 · 73' (k) Skov | Dacia Arena, Udine Sędzia: Orel Grinfeld |
|                           |                                                  |                |                           |                                          |

| 20 czerwca 2019 18:30 CET | Dania U-21 · Mæhle 33', 77' · Olsen 90+3' | 3:1(1:0)Raport | Austria U-21 · 47' Lienhart | Dacia Arena, Udine Sędzia: Georgi Kabakow |
|                           |                                           |                |                             |                                           |

| 20 czerwca 2019 21:00 CET | Niemcy U-21 · Richter 16' · Waldschmidt 30', 37', 80' · Dahoud 69' · Maier 90+2' | 6:1(3:0)Raport | Serbia U-21 · 85' (k) Živković | Stadio Nereo Rocco, Triest Sędzia: István Kovács |
|                           |                                                                                  |                |                                |                                                  |

| 23 czerwca 2019 21:00 CET | Austria U-21 · Danso 24' (k.) | 1:1(1:1) | Niemcy U-21 · 14' Waldschmidt | Dacia Arena, Udine Sędzia: Andris Treimanis |
|                           |                               |          |                               |                                             |

| 23 czerwca 2019 21:00 CET | Dania U-21 · Larsen 21' Rasmussen 51' | 2:0(1:0) | Serbia U-21 | Stadio Nereo Rocco, Triest Sędzia: Alaksiej Kulbakou |
|                           |                                       |          |             |                                                      |

### Grupa C
| Zespół         | M | W | R | P | Br+ | Br− | +/− | Pkt |
| -------------- | - | - | - | - | --- | --- | --- | --- |
| Rumunia U-21   | 3 | 2 | 1 | 0 | 8   | 3   | +5  | 7   |
| Francja U-21   | 3 | 2 | 1 | 0 | 3   | 1   | +2  | 7   |
| Anglia U-21    | 3 | 0 | 1 | 2 | 6   | 9   | −3  | 1   |
| Chorwacja U-21 | 3 | 0 | 1 | 2 | 4   | 8   | −4  | 1   |

| 18 czerwca 2019 18:30 CET | Rumunia U-21 · Pușcaș 11' (k) · Hagi 14' · Băluță 66' · Petre 90+3' | 4:1(2:1)Raport | Chorwacja U-21 · 18' Vlašić | San Marino Stadium, Serravalle Sędzia: Bobby Madden |
|                           |                                                                     |                |                             |                                                     |

| 18 czerwca 2019 21:00 CET | Anglia U-21 · Foden 54' | 1:2(0:0)Raport | Francja U-21 · 89' Ikoné · 90+4' (sam.) Wan-Bissaka | Stadio Dino Manuzzi, Cesena Sędzia: Srđan Jovanović |
|                           |                         |                |                                                     |                                                     |

| 21 czerwca 2019 18:30 CET | Anglia U-21 · Gray 79' · Abraham 87' | 2:4(0:0)Raport | Rumunia U-21 · 76' (k) Pușcaș · 85' Hagi · 89', 90+3' Coman | Stadio Dino Manuzzi, Cesena Sędzia: Andreas Ekberg |
|                           |                                      |                |                                                             |                                                    |

| 21 czerwca 2019 21:00 CET | Francja U-21 · Dembélé 8' | 1:0(1:0)Raport | Chorwacja U-21 | San Marino Stadium, Serravalle Sędzia: Serdar Gözübüyük |
|                           |                           |                |                |                                                         |

| 24 czerwca 2019 21:00 CET | Chorwacja U-21 · Brekalo 39', 82' · Vlašić 62' | 3:3(1:1)Raport | Anglia U-21 · 11' (k.) Nelson · 48' Maddison · 70' Kenny | San Marino Stadium, Serravalle Sędzia: Orel Grinfeld |
|                           |                                                |                |                                                          |                                                      |

| 24 czerwca 2019 21:00 CET | Francja U-21 | 0:0(0:0)Raport | Rumunia U-21 | Stadio Dino Manuzzi, Cesena Sędzia: Georgi Kabakow |
|                           |              |                |              |                                                    |

### Ranking drużyn z drugich miejsc
Aby określić drugą najlepszą drużynę w poszczególnych grupach, stosuje się następujące kryteria:
1. większa liczba punktów zdobytych we wszystkich trzech meczach grupowych
2. lepsza różnica bramek
3. większa liczba zdobytych bramek
4. niższa całkowita liczba punktów karnych oparta na żółtych i czerwonych kartkach otrzymanych we wszystkich meczach grupowych (czerwona kartka = 3 punkty, żółta kartka = 1 punkt, opuszczenie boiska po otrzymaniu dwóch żółtych kartek w jednym meczu = 3 punkty)
5. miejsce w rankingu, współczynnik drużyny narodowej U-21

| Ranking | Grupa | Zespół       | W | R | P | Br+ | Br− | Br +/− | Punkty |
| ------- | ----- | ------------ | - | - | - | --- | --- | ------ | ------ |
| 1       | C     | Francja U-21 | 2 | 1 | 0 | 3   | 1   | +2     | 7      |
| 2       | A     | Włochy U-21  | 2 | 0 | 1 | 6   | 3   | +3     | 6      |
| 3       | B     | Dania U-21   | 2 | 0 | 1 | 6   | 4   | +2     | 6      |

## Runda pucharowa
|  |                                 |                |                |                    |   |             |             |       |
|  | Półfinał                        | Półfinał       | Półfinał       |                    |   | Finał       | Finał       | Finał |
|  | Półfinał                        | Półfinał       | Półfinał       |                    |   | Finał       | Finał       | Finał |
|  | 27 czerwca – Reggio nell’Emilia |                |                |                    |   |             |             |       |
|  |                                 |                |                |                    |   |             |             |       |
|  | Niemcy U-21                     | Niemcy U-21    | 4              |                    |   |             |             |       |
|  | Niemcy U-21                     | Niemcy U-21    | 4              | 30 czerwca – Udine |   |             |             |       |
|  | Rumunia U-21                    | Rumunia U-21   | 2              |                    |   |             |             |       |
|  | Rumunia U-21                    | Rumunia U-21   | 2              |                    |   | Niemcy U-21 | Niemcy U-21 | 1     |
|  | 27 czerwca – Bolonia            |                |                |                    |   | Niemcy U-21 | Niemcy U-21 | 1     |
|  |                                 |                | Hiszpania U-21 | Hiszpania U-21     | 2 |             |             |       |
|  | Hiszpania U-21                  | Hiszpania U-21 | Hiszpania U-21 | Hiszpania U-21     | 2 | 4           |             |       |
|  | Hiszpania U-21                  | Hiszpania U-21 |                |                    |   |             |             |       |
|  | Francja U-21                    | Francja U-21   | 1              |                    |   |             |             |       |
|  | Francja U-21                    | Francja U-21   | 1              |                    |   |             |             |       |

### Półfinały
| 27 czerwca 2019 18:00 CET | Niemcy U-21 · Amiri 21', 90+4' · Waldschmidt 51' (k.), 90' | 4:2(1:2)Raport | Rumunia U-21 · 26' (k.), 44' Pușcaș | Stadio Renato Dall'Ara, Bolonia Widzów: 16 211 Sędzia: Orel Grinfeld |
|                           |                                                            |                |                                     |                                                                      |

| 27 czerwca 2019 21:00 CET | Hiszpania U-21 · Roca 28' · Oyarzabal 45+5' (k.) · Olmo 47' · Mayoral 67' | 4:1(2:1)Raport | Francja U-21 · 16' (k.) Mateta | Mapei Stadium – Città del Tricolore, Reggio nell’Emilia Widzów: 6 522 Sędzia: Georgi Kabakow |
|                           |                                                                           |                |                                |                                                                                              |

### Finał
| 30 czerwca 2019 20:45 CET | Niemcy U-21 · Amiri 88' | 1:2(0:1)Raport | Hiszpania U-21 · 7' Ruiz · 69' Olmo | Dacia Arena, Udine Widzów: 23 232 Sędzia: Srđan Jovanović |
|                           |                         |                |                                     |                                                           |

## Strzelcy
7 goli
-  Luca Waldschmidt

4 gole
- George Pușcaș

3 gole
- Dani Olmo
- Nadiem Amiri
- Marco Richter
- Federico Chiesa

2 gole
- Josip Brekalo
- Nikola Vlašić
- Joakim Mæhle
- Dani Ceballos
- Pablo Fornals
- Borja Mayoral
- Mikel Oyarzabal
- Fabián Ruiz
- Krystian Bielik
- Florinel Coman
- Ianis Hagi

1 gol
- Tammy Abraham
- Phil Foden
- Demarai Gray
- Jonjoe Kenny
- James Maddison
- Reiss Nelson
- Kevin Danso
- Sascha Horvath
- Philipp Lienhart
- Hannes Wolf
- Sebastiaan Bornauw
- Dion Cools
- Aaron Leya Iseka
- Yari Verschaeren
- Jacob Bruun Larsen
- Andreas Olsen
- Jacob Rasmussen
- Robert Skov
- Moussa Dembélé
- Jonathan Ikoné
- Jean-Philippe Mateta
- Marc Roca
- Mahmoud Dahoud
- Arne Maier
- Sebastian Szymański
- Szymon Żurkowski
- Tudor Băluță
- Adrian Petre
- Andrija Živković
- Nicolò Barella
- Patrick Cutrone
- Lorenzo Pellegrini

Gole samobójcze
- Aaron Wan-Bissaka (dla Francji)

## Klasyfikacja końcowa
| Lp. | Drużyna        | Mecze | Zwycięstwa | Remisy | Porażki | Br+ | Br− | +/− | Punkty |
| --- | -------------- | ----- | ---------- | ------ | ------- | --- | --- | --- | ------ |
| 1.  | Hiszpania U-21 | 5     | 4          | 0      | 1       | 14  | 6   | +8  | 12     |
| 2.  | Niemcy U-21    | 5     | 3          | 1      | 1       | 15  | 7   | +8  | 10     |
| 3.  | Rumunia U-21   | 4     | 2          | 1      | 1       | 10  | 7   | +3  | 7      |
| 4.  | Francja U-21   | 4     | 2          | 1      | 1       | 4   | 5   | −1  | 7      |
| 5.  | Włochy U-21    | 3     | 2          | 0      | 1       | 6   | 3   | +3  | 6      |
| 6.  | Dania U-21     | 3     | 2          | 0      | 1       | 6   | 4   | +2  | 6      |
| 7.  | Polska U-21    | 3     | 2          | 0      | 1       | 4   | 7   | −3  | 6      |
| 8.  | Austria U-21   | 3     | 1          | 1      | 1       | 4   | 4   | 0   | 4      |
| 9.  | Anglia U-21    | 3     | 0          | 1      | 2       | 6   | 9   | −3  | 1      |
| 10  | Chorwacja U-21 | 3     | 0          | 1      | 2       | 4   | 8   | −4  | 1      |
| 11. | Belgia U-21    | 3     | 0          | 0      | 3       | 4   | 8   | −4  | 0      |
| 12. | Serbia U-21    | 3     | 0          | 0      | 3       | 1   | 10  | −9  | 0      |